# Svartsjön (Hova socken, Västergötland)
Svartsjön är en sjö i Gullspångs kommun i Västergötland och ingår i Motala ströms huvudavrinningsområde. Sjöns area är 0,014 kvadratkilometer och den befinner sig 135 meter över havet.